# Val Mara TI
Val Mara ist eine politische Gemeinde im Schweizer Kanton Tessin. Sie gehört zum Kreis Ceresio beziehungsweise zum Bezirk Lugano.

## Geschichte
Auf den 10. April 2022 wurden die bestehenden politischen Gemeinden Maroggia, Melano und Rovio zur neuen politischen Gemeinde Val Mara fusioniert.